# 東華三院陳兆民中學
東華三院陳兆民中學（英語： Tung Wah Group of Hospitals Chen Zao Men College，簡稱CZM）是香港新界葵涌葵盛東邨的一所第一組別中學。1969年，東華三院董事局決定以總理陳兆民先生的名字來命名此校，以紀念他的慷慨捐輸及熱衷教育。校訓為勤、儉、忠丶信。學校文化為“C.O.R.E.”──即關心（Care）、開放（Open）、尊重（Respect）及全力以赴（Endeavour），是由前校長黃詩麗女士所創立的。

## 歷史
1969年：
此校被東華三院董事局訂為新界區第四所中學。
1970年9月20日：
- 由教育司簡寧先生（J. Canning）為奠基石揭幕。
- 學校於陳兆民先生慷慨捐輸校舍建築費後，命名為東華三院陳兆民中學。

1972年9月6日：
學校開幕典禮舉行於東華三院關啟明小學。
1973年1月－1976年12月：
學校於東華三院張明添中學借用該校校舍上課，當時校長為馮英麟先生。
1976年12月2日：
校舍正式竣工，由前教育司陶建先生（Mr. Trophy）主持開幕儀式。
1977年1月：
- 馮英麟校長退休，朱漢生先生繼任校長。
- 全校師生迁至葵盛校舍上課。

1983年：
所有行政工作電腦化。
1986年1月：
陳兆民妻子陳黃秀珍女士捐出建築費後，陳黃秀珍圖書館啟用。
1990年：
陳黃秀珍圖書館全面電腦化。
1991年12月：
20週年舉行開放日。
1993年：
- 學校參加教育署的「學校新管理課程」，為東華三院各校首校參加。
- 東華三院董事局巡視後，對學校表示嘉許。

1994年：
- 學校參加教育署的「行政工作電腦化計劃」，接受「學校行政及管理系統」。
- 家長教師會成立。
- 朱漢生校長退休，黃詩麗女士繼任校長。

1996年12月：
銀禧紀念舉行開放日。
1998年4月：
學校被質素保證專員巡視後獲得嘉許。
1998年7月：
經東華三院資助，語言實驗室成立。
1999年：
- 資訊科技教育計劃成立，同時建立內聯網及多媒體學習中心。
- 全校課室空調開始有聲音控制計劃，控制空調噪音。

1999年12月：
師生於啟德機場的跑道上舉行「邁向千禧」大步行。
1999年2月－2001年4月：
學校設立學生活動室、語言學習室、音樂室、視覺藝術室及教員休息室。
2000年8月：
學校經陳黃秀珍女士撥款後，於禮堂設置空調。
2001年12月：
30週年紀念舉行開放日。
2003年1月：
學校與衞生署合作，於初中社會課中教授衞生知識，獲得嘉許。
2003年9月－2005年7月：
學校參加香港中文大學舉辦的學校自我增值活動。
2003年10月：
家長教師會10週年紀念。
2004年7月：
黃詩麗女士任陳兆民中學校長達十年，遂轉至甲寅年總理中學任職校長。
2004年1月1日：
蔡志超先生成為新任校長。
2006年6月：
法團校董會成立
2006年8月：
學校35週年
2008年8月：
7月9日舉辦的「關懷四川在兆民」慈善籌款音樂會。會上籌得之善款共2589.7元，已全數捐往「苗圃行動」（「苗圃5.12地震救災助學經費」)，作支持四川重建之用。
2011年12月：
學校40週年
2016年9月1日：
歐陽淑蘭女士成為新任校長。
2016年12月9-11日：
學校45週年
2021年9月1日：
呂振基先生成為新任校長。
2021年12月：
學校50周年校慶。

## 學校宣傳口號

### 30週年紀念
2002年為學校30週年紀念，曾使用此口號：
紮根固有，開教學之新理念；
展翼中天，達科技之最尖端

### 35週年
2007年為學校35週年紀念。曾使用此口號：
愛澤桃李，關懷開放情遍校；
心繫兆民，互重盡責意滿園

### 40週年
2012年為學校40週年紀念。

### 45週年
2017年為學校45週年紀念。

### 50週年
2022年為學校50週年紀念。

## 校友
- 歐陽巧瑩：2013年度香港小姐競選友誼小姐得主，前TVB女藝人，現ViuTV女主持。
- 張小燕：香港浸會大學體育系教授，中國香港體操總會主席。
- 趙崇基：香港著名電影導演及報章專欄作家，為南美.藍美、一路南美及中英街1號等書籍作者。其導演之電影中英街1號，榮獲2018年日本大阪電影節最優秀電影獎。
- 黎振燁：香港男演員、2016年香港先生冠軍。
- 林詠妍（Lala）：社運人士。
- 羅建文：福克斯商學院創辦人。
- 曾德平：香港理工大學設計學院副教授，視覺藝術家，生活書院創辦人。
- 倫智偉：社會工作者註冊局主席兼香港社會工作者總工會會長（1995年中七）
- 鄧依韻 : 中文學者，教育家
- 陳穎妮：模特兒、演員

## 外部連結
- 官方網頁
- 學校圖書館
- 校友會
- 家長教師會 （页面存档备份，存于）